# Migron (Charente-Maritime)
Migron é uma comuna francesa na região administrativa da Nova Aquitânia, no departamento de Charente-Maritime. Estende-se por uma área de 15,06 km². Em 2010 a comuna tinha 737 habitantes (densidade: 48,9 hab./km²).